# 霍伊錫彭河
51°12′51.369081″N 7°10′32.808228″E / 51.21426918917°N 7.17578006333°E
霍伊錫彭河（德語：Heusiepen），是德國的河流，位於該國西部，處於北萊茵-威斯特法倫州，屬於薩爾巴赫河的左支流，河道全長1.3公里，流域面積0.7平方公里。